# HD 91533
HD 91533，又名CP-58 2285，SAO 238168、HR 4144，是一颗恒星，视星等为6，位于銀經285.73，銀緯-0.5，其B1900.0坐标为赤經10h 29m 2.9s，赤緯-58° -0.5′ 5″。